# マイケル・ソマレ

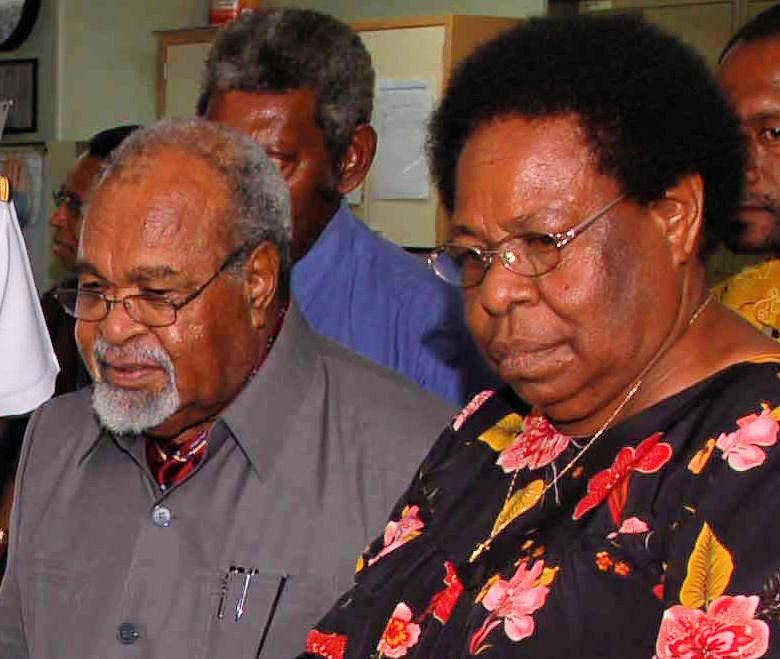
ベロニカ夫人とともに

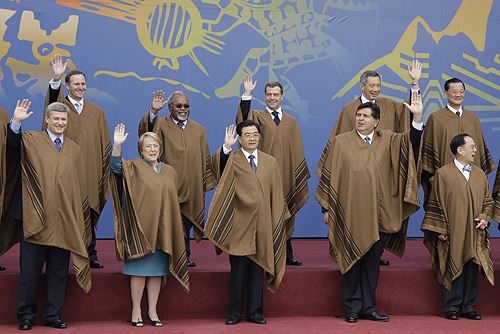
2008年ペルーで開かれたAPEC首脳会議。後列にマイケル・ソマレ。前列には胡錦濤国家主席、ペルーのガルシア大統領。後列にはロシアのメドベージェフ大統領、台湾の連戦・国民党主席など

サー・マイケル・トーマス・ソマレ GCL, GCMG, CH, CF, SSI, KSt.J, KSG, PC（英: Sir Michael Thomas Somare、1936年4月9日 - 2021年2月26日）は、パプアニューギニアの政治家。同国の首相を5期（1975年 - 1980年、1982年 - 1985年、2002年 - 2011年）務めた。国民同盟党党首。
「国民の父」として慕われており、パプアニューギニアで発行されている50キナ紙幣の裏面に肖像が描かれている。

## 人物・来歴
ラバウル出身。青年時代に日本に渡り、旅をして回った経験を持つ。柴田幸雄中尉の教育を受けた。行政監理大学を卒業後、教員や放送記者を経て1965年にパング党を結成。1975年9月の同国独立で初代首相となり、「祖国の英雄」とされる。1982年に首相に再登板。1988年から1999年まで外務大臣を2期務める。
1997年に国民同盟党を旗揚げし、2002年6月の総選挙で同党が第1党になったことを受け、9月に三度首相に就任した。在任中にシンガポールの病院に入院し、2011年6月に親族が、同年4月に健康上の理由で首相を辞したことを公表した。不在中の2011年8月に議会はピーター・オニールを新首相に選出したものの12月に最高裁判所が選出プロセスが違憲であったとしてソマレの復帰を指示した。2012年5月21日に最高裁で再び首相として返り咲きを認められるも、6月の総選挙ではオニール率いる人民国民会議が第1党となり、8月3日に議会が再びオニールを新首相に選出、ソマレもこれを認めたため、二重政府状態は解消された。
2021年2月26日に死去。

## 日本との関係
- 2006年に来日し、東京国際大学より名誉商学博士号を贈られた[7]。2015年に旭日大綬章受章。
- 日本船舶振興会（現日本財団）の初代会長であった笹川良一が遺骨収集のためにラバウルを訪問した際に協力。笹川もソマレを支援するようになり、そのような縁から長男を「リョウイチ」と名付けた[8][9]。